# Unanimisme
L'unanimisme est une doctrine littéraire conçue au début du XXe siècle par Jules Romains, selon laquelle l'écrivain doit exprimer la vie unanime et collective de l'âme des groupes humains et ne peindre l'individu que pris dans ses rapports sociaux.

## Explication
Jules Romains illustre cette doctrine par la publication de La Vie unanime en 1908, livre imprimé par les poètes du groupe de l'Abbaye.

## Représentants
Principaux poètes dits « unanimistes » :
- René Arcos
- Henri-Martin Barzun,
- Georges Chennevière,
- Georges Duhamel,
- Luc Durtain,
- Pierre Jean Jouve (qui reniera cette appartenance par la suite),
- Alexandre Mercereau,
- Jules Romains,
- Charles Vildrac.